# ایتن اسپالدینگ
ایتن اسپالدینگ (انگلیسی: Ethan Spaulding) یک کارگردان انیمیشن و تهیه‌کننده تلویزیونی است. او بیشتر به خاطر عضویت در دست‌اندرکاران تولید سریال آواتار: آخرین بادافزار مشهور است.